# Megaselia ocilferia
Megaselia ocilferia är en tvåvingeart som beskrevs av Schmitz 1939. Megaselia ocilferia ingår i släktet Megaselia och familjen puckelflugor. Inga underarter finns listade i Catalogue of Life.